# Roberto Neves Filho
Roberto Cláudio Leitão Neves Filho (ur. 6 lutego 1965 w Rio de Janeiro) – brazylijski zapaśnik walczący w obu stylach. Dwukrotny olimpijczyk. Odpadł w eliminacjach turnieju w Seulu 1988, gdzie walczył w obu stylach. Zajął jedenaste miejsce w Barcelonie 1992 w kategorii 82 kg w stylu wolnym.
Dziesiąty zawodnik mistrzostw świata w 1989. Srebrny medalista igrzysk panamerykańskich w 1987. Zdobył trzy medale mistrzostw panamerykańskich, srebrny w 1987. Złoty i srebrny medalista igrzysk Ameryki Południowej w 1986 i 1990. Mistrz Ameryki Południowej w 1983, 1985 i 1990 roku.